# A dubnium izotópjai
A dubniumnak (Db) nincs stabil izotópja, így standard atomtömege nem adható meg. Legstabilabb izotópjának atomtömege körülbelül 262,11.

## Táblázat
| Az izotóp jele | Z(p)                | N(n)                | Az izotóp tömege (u) | felezési idő                 | magspin | jellemző izotóp- összetétel (móltört) | természetes ingadozás (móltört) |
| Az izotóp jele | gerjesztési energia | gerjesztési energia | gerjesztési energia  | felezési idő                 | magspin | jellemző izotóp- összetétel (móltört) | természetes ingadozás (móltört) |
| -------------- | ------------------- | ------------------- | -------------------- | ---------------------------- | ------- | ------------------------------------- | ------------------------------- |
| 255Db          | 105                 | 150                 | 255,10740(45)#       | 1,7(5) s [1,6(+6−4) s]       |         |                                       |                                 |
| 256Db          | 105                 | 151                 | 256,10813(31)#       | 1,9(4) s [1,6(+5−3) s]       |         |                                       |                                 |
| 257Db          | 105                 | 152                 | 257,10772(24)#       | 1,53(17) s [1,50(+19−15) s]  | (9/2+)  |                                       |                                 |
| 257mDb         | 100(100)# keV       | 100(100)# keV       | 100(100)# keV        | 790(130) ms [0,76(+15−11) s] | (1/2−)  |                                       |                                 |
| 258Db          | 105                 | 153                 | 258,10923(37)#       | 4,5(6) s                     |         |                                       |                                 |
| 258mDb         | 60(100)# keV        | 60(100)# keV        | 60(100)# keV         | 20(10) s                     |         |                                       |                                 |
| 259Db          | 105                 | 154                 | 259,10961(23)#       | 0,51(16) s                   |         |                                       |                                 |
| 260Db          | 105                 | 155                 | 260,11130(25)#       | 1,52(13) s                   |         |                                       |                                 |
| 261Db          | 105                 | 156                 | 261,11206(25)#       | 1,8(4) s                     |         |                                       |                                 |
| 262Db          | 105                 | 157                 | 262,11408(20)#       | 35(5) s                      |         |                                       |                                 |
| 263Db          | 105                 | 158                 | 263,11499(18)#       | 29(9) s [27(+10−7) s]        |         |                                       |                                 |
| 264Db          | 105                 | 159                 | 264,11740(25)#       | 3# perc                      |         |                                       |                                 |
| 265Db          | 105                 | 160                 | 265,1186(3)#         | 15# perc                     |         |                                       |                                 |
| 266Db          | 105                 | 161                 | 266,12103(39)#       | 20# perc                     |         |                                       |                                 |
| 267Db          | 105                 | 162                 | 267,12238(50)#       | 73(+350−33) perc             |         |                                       |                                 |
| 268Db          | 105                 | 163                 | 268,12545(57)#       | 32(+11−7) h                  |         |                                       |                                 |
| 269Db          | 105                 | 164                 | 269,12746(83)#       | 3# h                         |         |                                       |                                 |
| 270Db          | 105                 | 165                 | 270,13071(77)#       | 1# h                         |         |                                       |                                 |

## Fordítás
Ez a szócikk részben vagy egészben az Isotopes of dubnium című angol Wikipédia-szócikk ezen változatának fordításán alapul.  Az eredeti cikk szerkesztőit annak laptörténete sorolja fel. Ez a jelzés csupán a megfogalmazás eredetét és a szerzői jogokat jelzi, nem szolgál a cikkben szereplő információk forrásmegjelöléseként.